# ميتشل فورمان
ميتشل فورمان (بالإنجليزية: Mitchel Forman)‏ هو عازف بيانو وملحن أمريكي، ولد في 24 يناير 1956 في بروكلين في الولايات المتحدة.

## وصلات خارجية
- ميتشل فورمان على موقع ميوزك برينز (الإنجليزية)
- ميتشل فورمان على موقع أول ميوزيك (الإنجليزية)
- ميتشل فورمان على موقع ديسكوغز (الإنجليزية)